# Clade
Pour les articles homonymes, voir Clade (homonymie).

Cladogramme fictif avec, en rouge et en bleu, des clades (ou groupes monophylétiques) basés uniquement sur des critères phylogénétiques. En vert, au centre, un grade paraphylétique (ou groupe paraphylétique), réuni sur d'autres considérations.

Un clade (du grec ancien : κλάδος / kládos, « branche »), aussi appelé groupe monophylétique, est un groupe d'organismes, vivants ou ayant vécu, comprenant un organisme particulier et la totalité de ses descendants,.

## Définition
Le clade est l’unité de base de la classification phylogénétique (voir aussi cladistique). Le statut des clades varie en fonction de la version du cladisme adoptée par l'auteur d'une classification : certains proposent de traiter les clades comme des taxons de la tradition linnéenne en leur assignant des rangs taxonomiques (classes, ordres, familles, etc.), tandis que d'autres rejettent cette idée et souhaitent plutôt une liste indentée de noms de clades dépourvus de rangs,. Un clade regroupe ainsi un ancêtre et l’ensemble de ses descendants, il représente donc une totalité de descendance. La classification phylogénétique du vivant actuelle reconnait majoritairement des clades,,.

## Origine
En biologie, Lankester introduit le terme « clade » en 1911 pour signifier en anglais la catégorie taxonomique cladus utilisée en 1868 par Haeckel.
En 1957, dans le domaine de la systématique évolutionniste, Huxley dénomme clades les « unités monophylétiques » résultant de la cladogenèse. Il entend alors « monophylétique » avec sa signification évolutionniste, c'est-à-dire ne contenant pas nécessairement tous les descendants du dernier ancêtre commun du groupe. Les clades sensu Huxley ne seraient donc plus tous aujourd'hui reconnus comme des clades, le sens hennigien (de Willi Hennig, 1950) de « clade » ayant été adopté par toutes les écoles de systématique.

## Utilisation du clade comme unité de classification et controverse
La classification phylogénétique se fondant sur l'utilisation des clades diffère de la systématique évolutionniste qui elle se fonde sur des critères additionnels pour établir une classification (critères morphologiques, écologiques, physiologiques, génétiques etc.), consistant en groupes appelés grades. Par ailleurs, un clade peut être un grade mais tous les grades ne sont pas des clades. En systématique évolutionniste, clade est synonyme de groupe holophylétique (en systématique évolutionniste un groupe monophylétique peut aussi être paraphylétique). 
Le choix de la philosophie classificatoire (les différentes versions des systématiques cladiste ou évolutionniste) est dans tous les cas indépendant du type de caractères (morpho-anatomo-physiologique, ou bien moléculaire) analysé par le scientifique.